# منطقه شام شوی پو
منطقه شام شوی پو (به لاتین: Sham Shui Po District) یکی از مناطق هجده‌گانه هنگ کنگ در چین است. منطقه شام شوی پو ۹٫۴۸ کیلومتر مربع مساحت و ۴۰۵٬۸۶۹ نفر جمعیت دارد.